# Calcio Catania 2014-2015
Questa voce raccoglie le informazioni riguardanti il Calcio Catania nelle competizioni ufficiali della stagione 2014-2015.

## Stagione

### Mercato
Il Catania e soprattutto i tifosi vogliono ripartire dopo la retrocessione in cadetteria, come dimostra la campagna abbonamenti "#ripartiAmo" con più di 10.000 abbonamenti sottoscritti per seguire le gare interne allo stadio Angelo Massimino, numeri da primato nel contesto della Serie B.
Il 31 luglio 2014 i tifosi del Catania rimangono impietriti dopo la cessione del beniamino Mariano Izco, ceduto al Chievo dopo 8 anni in maglia rosso-azzurra con 218 presenze e 6 goal.
Oltre alla cessione di Izco da registrare le partenze di Gonzalo Bergessio e Francesco Fedato alla Sampdoria, Francesco Lodi al Parma in prestito con diritto di riscatto, Pablo Barrientos al San Lorenzo, Mariano Andújar al Napoli, Jaroslav Plašil torna al Bordeaux, Cristiano Biraghi al Chievo insieme a Maxi López, Keko all'Albacete in Spagna, Andrea Catellani allo Spezia poi futuro capocannoniere della Serie B 2014-2015, Pablo Álvarez al Rosario Central. Al Leeds vengono ceduti Giuseppe Bellusci in prestito con diritto di riscatto, Mirco Antenucci e Souleymane Doukara. Kingsley Boateng va in prestito agli olandesi del NAC Breda, Federico Moretti va al Vicenza ritrovando il suo vecchio compagno Fabio Sciacca e Nicola Legrottaglie chiude la carriera nel Catania dopo 3 stagioni in maglia rossazzurra collezionando 80 presenze e 8 goal.
In entrata grandi nomi per la Serie B l'ex Napoli Emanuele Calaiò autore di 18 goal in campionato ed Alessandro Rosina entrambi provenienti dal Siena. Dal Basilea arriva il centrale argentino Gastón Sauro, ritornano al Catania Raphael Martinho e Edgar Çani. Dal Boca Juniors arriva Gonzalo Escalante e dal Rangers de Talca Gonzalo Piermarteri. Raphael Martinho non è l'unico brasiliano infatti c'è anche Marcelinho ex (Atlético Madrid e Flamengo) in arrivo dallo Skoda Xanthi. Altri giocatori in arrivo sono: Michał Chrapek dallo Wisla Cracovia; il portiere Luca Anania proveniente dal Livorno, Adrián Calello dal Chievo, Juan Ramos uruguaiano dal Montevideo Wanderers, Moses Odjer aggregato alla Primavera debutta in prima squadra il 29 novembre 2014, nella partita contro la Ternana giocando 71 minuti dopo aver sostituito Alexis Rolin e infine Filip Janković dal Parma poi futuro convocato per il Campionato mondiale di calcio Under-20 2015 in Nuova Zelanda con la Serbia.
Nonostante i bookmakers e le agenzie di scommesse avessero pronosticato il Catania come squadra super favorita per vincere il campionato cadetto, i fatti si rivelarono ben presto molto diversi, anche a causa dei numerosi infortuni sotto la gestione fisica-atletica del preparatore atletico Gian Piero Ventrone che dimezzarono la squadra, al punto da dover convocare più volte i giocatori della Primavera.

### Girone d'andata
Il 14 settembre 2014 finisce l'avventura del tecnico Maurizio Pellegrino, che resta nella società come responsabile del settore giovanile, dopo che la squadra siciliana aveva raccolto appena un punto nelle prime tre giornate di campionato.
Il 19 dicembre 2014 si dimette il sostituto Giuseppe Sannino; i rapporti tra l'allenatore e il presidente Nino Pulvirenti, erano ormai difficili da tempo e sono stati irrimediabilmente compromessi negli ultimi giorni, quando Sannino ha avuto un nuovo scontro con il preparatore atletico Ventrone, con il quale c'erano tensioni legate all'elevato numero di infortuni muscolari registrato nelle file etnee in questi mesi.
Al posto di Giuseppe Sannino ritorna in panchina Maurizio Pellegrino, allenatore nei primi tre turni, poi esonerato da Pulvirenti. Va via da Catania anche il collaboratore di Giuseppe Sannino Troise. Schierandosi contro il metodo della preparazione atletica di Ventrone e contro l'operato del dg Pablo Cosentino, i tifosi della curva Nord non entreranno allo stadio: pretendono il licenziamento dei due e una presa di posizione ferma del presidente Antonino Pulvirenti che, un paio di giorni prima, aveva dichiarato di voler continuare con i due suoi uomini di riferimento.
Dopo il girone d'andata il Catania si ritrova terz'ultimo a 21 punti; l'unica nota positiva è stata la vittoria contro la Virtus Entella per 5-1. I tifosi chiedono spiegazioni e disertano lo stadio per le partite Catania-Brescia e Catania-Carpi. Numerose volte fino a fine campionato gli ultras del Catania lanciano cori pesanti contro la gestione Pulvirenti-Cosentino ed il preparatore Ventrone.

### Girone di ritorno
Il 2015 si apre con un nuovo cambio in panchina, con l'esonero di Maurizio Pellegrino sostituito da Dario Marcolin, già vice di Siniša Mihajlović nella stagione 2009/10, caratterizzata da un ottimo girone di ritorno. Dario Marcolin è assistito dall'allenatore in seconda Enrico Annoni.
Nel mercato invernale la dirigenza etnea effettua una vera e propria rivoluzione: vengono ceduti Sebastián Leto al Lanús, Gino Peruzzi, Fabián Monzón Alexis Rolín al Boca Juniors, Alberto Frison alla Sampdoria, Marcelinho va dai greci dell'Atromitos, Edgar Çani al Leeds United, Adrián Calello va al Quilmes, l'ex Primavera Agatino Garufi va al Santarcangelo Calcio squadra che milita in Lega Pro girone B. Finisce anche l'avventura in rosso-azzurro delle due bandiere argentine Almiron e Spolli. Sergio Almiron dopo 3 stagioni ed 84 presenze con 9 goal chiude col Catania con una rescissione consensuale del contratto (indimenticabili il goal contro l'Inter in un Catania-Inter del 2011 e la doppietta contro il Chievo in un Catania-Chievo 2-1 del 2012, reti che sapevano di Europa League a quei tempi). Anche Nicolás Spolli dopo 6 stagioni (dal 2009 al gennaio 2015 collezionando 153 presenze e 9 goal) lascia la squadra etnea per passare alla Roma in prestito.
Grandi sono i colpi in entrata con gli acquisti di Lorenzo Del Prete dal Perugia, il portiere d'esperienza nazionale belga Jean-François Gillet dal Torino impegnato in Europa League, l'ex difensore della Nazionale Under 21 Antonio Mazzotta e Manuel Coppola dal Cesena neo promossa in Serie A, Luca Ceccarelli dallo Spezia, Daniele Sciaudone dal Bari, Raffaele Schiavi dal Frosinone neo promosso in Serie B. Acquistato anche il bomber Riccardo Maniero dal Pescara, che con la Juventus nel 2005 vinse il Torneo di Viareggio e l'anno successivo il Campionato Primavera, nella stagione 2006-2007 conquistò la Supercoppa Primavera e la Coppa Italia Primavera. Completa la campagna acquisti Nicola Belmonte dall'Udinese. Il 6 gennaio 2015 Daniele Delli Carri è ingaggiato come direttore sportivo. Il 1º marzo 2015 finisce l'avventura del preparatore atletico Ventrone, ex di Juventus e Bari, che viene sostituito da Massimo Neri, il quale può vantare esperienze con Juventus, Roma, Real Madrid e con le nazionali di Inghilterra e Russia.
Il girone di ritorno si rivela con alti e bassi: la prima vittoria del 2015 è ai danni della Pro Vercelli per 4-0; verso la fine del campionato il Catania addirittura potrebbe qualificarsi per i play-off dopo cinque vittorie consecutive: Catania-Avellino 1-0, Varese-Catania 0-3, Catania-Trapani 4-1, Latina-Catania 1-2, Catania-Ternana 2-0, ma nelle ultime cinque partite realizza solo due punti.
Il Catania si salva sul campo all'ultima giornata contro il Carpi vincitore del campionato, una vera e propria macchina da guerra, pareggiando 0-0. Chiude il deludente campionato di Serie B con 49 punti e un buon bottino di reti fatte, ma il reparto difensivo è tra i peggiori del campionato.

### Retrocessione in Lega Pro
Il 23 giugno 2015 esplode una nuova bufera che travolge la società etnea, accusata di aver truccato e comprato alcune partite del campionato cadetto appena concluso, al fine di evitare la retrocessione in Lega Pro della squadra rossoazzurra. L'inchiesta, denominata I treni del gol, coordinata dalla Procura di Catania, porta all'arresto di sette dirigenti fra cui quelli del presidente Antonino Pulvirenti, dell'ad e procuratore sportivo Pablo Cosentino, dell'ex direttore sportivo Daniele Delli Carri, oltre a due procuratori e due gestori di scommesse online, destinati agli arresti domiciliari. L'accusa che viene contestata è di frode sportiva e truffa.
Il 20 agosto 2015 il Tribunale Nazionale della FIGC stabilisce la retrocessione in Lega Pro con 12 punti di penalizzazione e una multa di 150.000 euro più i 300.000 ad Antonino Pulvirenti con 5 anni di squalifica ed i 50.000 a Pablo Cosentino, squalificato per 4 anni. Il 29 agosto la Corte d'Appello Federale della FIGC riduce la penalizzazione a 9 punti.

## Divise
Per la stagione 2014-2015, lo sponsor tecnico rimane Givova, mentre nelle divise, oltre al main sponsor TTT Lines, si aggiunge Fortè, catena di supermercati.
Nelle prime tre gare ufficiali, i rossoazzurri hanno giocato con la prima divisa della stagione precedente. Il kit casalingo è stato reso noto solo in occasione della quarta giornata di campionato, Catania-Modena del 20 settembre 2014. Esso è composto da una maglia rossa con palo centrale azzurro, spezzando quindi la tradizione delle strisce rossoazzurre; i pantaloncini sono azzurri, così come i calzettoni. La seconda divisa è gialla con decorazioni rossoazzurre, mentre la terza divisa, utilizzata per la prima volta in campionato contro il Perugia il 13 settembre, è blu navy, con decorazioni rossoazzurre. La divisa da portiere invece è completamente verde.
| Casa 13/14 | Casa | Trasferta | Terza divisa | Portiere |

## Organigramma societario
ORGANI DI AMMINISTRAZIONE E CONTROLLO
Consiglio di amministrazione
- Presidente: Antonino Pulvirenti
- Vice Presidente: Angelo Vitaliti
- Amministratore delegato: Pablo Cosentino

Collegio sindacale
- Presidente: Vincenzo Patti
- Sindaci: Vera Toscano, Giuseppe Caruso

AREE E MANAGEMENT
Area gestione aziendale
- Responsabile amministrativo: Carmelo Milazzo
- Addetta contabilità: Paola Bruno
- Segretario generale: Giorgio Borbone
- Responsabile logistica e Supporter liaison officer: Giuseppe Franchina
- Responsabile relazioni esterne e istituzionali: Antonio Carbone
- Consulente legale affari sportivi: Eduardo Chiacchio
- Consulente legale: Giulia Nicolosi, Michele Scacciante, Paola Santagati, Gianmarco Abbadessa
- Responsabile sicurezza: Arturo Magni
- Delegato sicurezza: Claudio Cammarata
- Receptionist e traduttrice: Elvira Strano
- Magazzinieri: Antonio Pennisi, Alessandro Musumeci

Area comunicazione
- Responsabile comunicazione: Angelo Scaltriti
- Web Designer: Fabio De Luca
- Fotografo: Filippo Galtieri

Area marketing
- Responsabile area marketing: Saverio Provenzano

Area sportiva
- Responsabile area scouting: Diego Caniggia
- Responsabile settore giovanile: Marcello Pitino
- Coordinatore area tecnica settore giovanile: Maurizio Pellegrino
- Coordinatore area portieri settore giovanile: Emanuele Manitta
- Coordinatore area atletica settore giovanile: Giovanni Petrali
- Responsabile affiliazioni: Orazio Russo
- Team Manager: Maurizio Patti

Area tecnica
- Allenatore: Maurizio Pellegrino (fino al 14 settembre), poi Giuseppe Sannino (fino al 19 dicembre 2014), poi Maurizio Pellegrino (fino al 3 Gennaio 2015), poi Dario Marcolin
- Allenatore in seconda: Giuseppe Irrera (fino al 14 settembre), poi Giovanni Cusatis (fino al 3 gennaio 2015), poi Enrico Annoni
- Collaboratore tecnico: carica vacante, poi Francesco Troise (fino al 3 gennaio 2015), poi Giuseppe Irrera
- Responsabile preparazione atletica: Gian Piero Ventrone (fino al 1 marzo 2015), poi Massimo Neri
- Preparatore atletico: Giuseppe Colombino, Antonio Torrisi
- Responsabile preparazione dei portieri: Enzo Maurizio Biato

Area sanitaria
- Responsabile sanitario: Antonio Licciardello
- Medico sociale: Alfio Scudero, Francesco Riso
- Fisioterapista: Giuseppe Dispinzieri, Andrea Calì
- Massaggiatore: Salvatore Libra, Carmelo Cutroneo

## Rosa
Rosa, numerazione e ruoli sono aggiornati al 30 gennaio 2015.
| N. |                      | Ruolo | Calciatore                |
| -- | -------------------- | ----- | ------------------------- |
| 1  | Belgio (bandiera)    | P     | Jean-François Gillet      |
| 1  | Italia (bandiera)    | P     | Alberto Frison            |
| 2  | Croazia (bandiera)   | D     | Dragan Lovric             |
| 2  | Argentina (bandiera) | D     | Gino Peruzzi              |
| 3  | Argentina (bandiera) | D     | Nicolás Spolli (capitano) |
| 4  | Argentina (bandiera) | C     | Sergio Almirón            |
| 5  | Italia (bandiera)    | D     | Raffaele Schiavi          |
| 5  | Uruguay (bandiera)   | D     | Alexis Rolín              |
| 6  | Brasile (bandiera)   | C     | Raphael Martinho          |
| 7  | Italia (bandiera)    | A     | Riccardo Maniero          |
| 7  | Brasile (bandiera)   | C     | Marcelinho                |
| 8  | Argentina (bandiera) | C     | Gonzalo Escalante         |
| 9  | Italia (bandiera)    | A     | Emanuele Calaiò           |
| 10 | Italia (bandiera)    | A     | Alessandro Rosina         |
| 10 | Italia (bandiera)    | C     | Francesco Lodi            |
| 11 | Argentina (bandiera) | A     | Sebastián Leto            |
| 12 | Italia (bandiera)    | P     | Giuseppe Ficara           |
| 13 | Italia (bandiera)    | C     | Agatino Garufi            |
| 14 | Slovenia (bandiera)  | A     | Maks Barišič              |
| 15 | Argentina (bandiera) | D     | Gastón Sauro              |
| 16 | Argentina (bandiera) | C     | Adrián Calello            |
| 17 | Albania (bandiera)   | A     | Edgar Çani                |
| 18 | Argentina (bandiera) | D     | Fabián Monzón             |
| 19 | Argentina (bandiera) | C     | Lucas Castro              |

| N. |                       | Ruolo | Calciatore            |
| -- | --------------------- | ----- | --------------------- |
| 20 | Polonia (bandiera)    | C     | Michał Chrapek        |
| 21 | Argentina (bandiera)  | C     | Fabián Rinaudo        |
| 22 | Italia (bandiera)     | P     | Pietro Terracciano    |
| 23 | Slovacchia (bandiera) | D     | Norbert Gyömbér       |
| 24 | Italia (bandiera)     | D     | Ciro Capuano          |
| 25 | Argentina (bandiera)  | C     | Gonzalo Piermarteri   |
| 26 | Italia (bandiera)     | D     | Nicola Belmonte       |
| 26 | Italia (bandiera)     | P     | Luca Anania           |
| 27 | Serbia (bandiera)     | C     | Filip Janković        |
| 27 | Italia (bandiera)     | D     | Michele De Matteis    |
| 28 | Italia (bandiera)     | D     | Tino Parisi           |
| 29 | Italia (bandiera)     | A     | Fabio Salvatore Aveni |
| 31 | Italia (bandiera)     | D     | Luigi Carillo         |
| 32 | Italia (bandiera)     | C     | Agostino Gallo        |
| 33 | Uruguay (bandiera)    | D     | Juan Ramos            |
| 34 | Italia (bandiera)     | A     | Mattia Rossetti       |
| 34 | Croazia (bandiera)    | C     | Stjepan Ostrek        |
| 36 | Italia (bandiera)     | A     | Gabriele Di Carlo     |
| 39 | Ghana (bandiera)      | C     | Moses Odjer           |
| 42 | Italia (bandiera)     | C     | Manuel Coppola        |
| 43 | Italia (bandiera)     | D     | Antonio Mazzotta      |
| 44 | Italia (bandiera)     | C     | Daniele Sciaudone     |
| 45 | Italia (bandiera)     | D     | Luca Ceccarelli       |

## Risultati

### Serie B

#### Girone d'andata
| Arbitro: | Minelli (Varese) |

|                                           |           |                                                |
| Calaiò 23’ Martinho 74’ Rosina 87’ (rig.) | Marcatori | 51’ (rig.) Pinato 63’ (rig.) Gatto 90+4’ Cerri |

| Arbitro: | Nasca (Bari) |

|                                       |           |                                |
| E. Marchi 60’ Belloni 72’ Ronaldo 82’ | Marcatori | 33’ Martinho 78’ (rig.) Rosina |

| Arbitro: | Mariani (Aprilia) |

|                |           |  |
| Falcinelli 80’ | Marcatori |  |

| Catania 20 settembre 2014, ore 15:00 CEST 4ª giornata | Catania             | 0 – 0 referto | Modena | Stadio Angelo Massimino (13.467 spett.)\| Arbitro: \| Di Paolo (Avezzano) \| |
| Arbitro:                                              | Di Paolo (Avezzano) |               |        |                                                                              |

| Arbitro: | Pairetto (Nichelino) |

|                    |           |            |
| Ciano 90+3’ (rig.) | Marcatori | 26’ Calaiò |

| Arbitro: | Ghersini (Genova) |

|                             |           |                |
| Rosina 2’ (rig.) Calaiò 51’ | Marcatori | 20’ Melchiorri |

| Arbitro: | Chiffi (Padova) |

|              |           |  |
| Paganini 82’ | Marcatori |  |

| Arbitro: | Candussio (Cervignano del Friuli) |

|                               |           |                            |
| Rosina 20’ (rig.), 66’ (rig.) | Marcatori | 5’ Caputo 33’, 53’ De Luca |

| Arbitro: | Baracani (Firenze) |

|                                        |           |  |
| Brezovec 23’ Catellani 44’ (rig.), 86’ | Marcatori |  |

| Arbitro: | Pezzuto (Lecce) |

|                                         |           |                   |
| Çani 49’ Calaiò 82’ (rig.) Martinho 89’ | Marcatori | 90+3’ Garcia Tena |

| Arbitro: | Fabbri (Ravenna) |

|                                                           |           |            |
| Escalante 22’ Rinaudo 55’, 88’ Sauro 81’ Marcelinho 90+3’ | Marcatori | 76’ Lanini |

| Arbitro: | Aureliano (Bologna) |

|                 |           |  |
| L. Castaldo 23’ | Marcatori |  |

| Arbitro: | Ros (Pordenone) |

|                      |           |                  |
| Calaiò 5’ Rosina 41’ | Marcatori | 22’ Neto Pereira |

| Arbitro: | Pasqua (Tivoli) |

|                     |           |              |
| Abate 10’ Basso 19’ | Marcatori | 47’ 76’ Leto |

| Arbitro: | Roca (Foggia) |

|            |           |  |
| Calaiò 10’ | Marcatori |  |

| Arbitro: | Candussio (Cervignano del Friuli) |

|              |           |  |
| Avenatti 59’ | Marcatori |  |

| Arbitro: | Pairetto (Nichelino) |

|                     |           |                             |
| Cani 57’ Calaiò 78’ | Marcatori | 4’ Zuculini 55’ Acquafresca |

| Arbitro: | Di Paolo (Avezzano) |

|                                                      |           |                        |
| Jelenič 9’ Jefferson 78’ Gǎlǎbinov 34’ Siligardi 44’ | Marcatori | 36’ Chrapek 57’ Calaiò |

| Arbitro: | La Penna (Roma) |

|                    |           |                                |
| Cani 6’ Calaiò 69’ | Marcatori | 15’ Corvia 84’ And. Caracciolo |

| Arbitro: | Maresca (Napoli) |

|                      |           |                 |
| Sgrigna 4’, 54’, 59’ | Marcatori | 79’, 84’ Calaiò |

| Arbitro: | Fabbri (Ravenna) |

|  |           |                           |
|  | Marcatori | 57’ Di Gaudio 82’ Inglese |

#### Girone di ritorno
| Arbitro: | Nasca (Bari) |

|                                     |           |  |
| Monachello 43’ Gatto 53’ Grossi 69’ | Marcatori |  |

| Arbitro: | Mariani (Aprilia) |

|                                      |           |  |
| Calaiò 6’ 16’ Rosina 33’ Maniero 59’ | Marcatori |  |

| Arbitro: | Baracani (Firenze) |

|                        |           |  |
| Maniero 22’ Calaiò 51’ | Marcatori |  |

| Modena 10 marzo 2015, ore 18:30 CEST 25ª giornata | Modena          | 0 – 0 | Catania | Stadio Alberto Braglia\| Arbitro: \| Chiffi (Padova) \| |
| Arbitro:                                          | Chiffi (Padova) |       |         |                                                         |

| Arbitro: | Sacchi (Macerata) |

|            |           |                |
| Castro 92’ | Marcatori | 4’ Torregrossa |

| Arbitro: | Pairetto (Nichelino) |

|               |           |  |
| Sansovini 93’ | Marcatori |  |

| Arbitro: | Pasqua (Tivoli) |

|            |           |                            |
| Castro 45’ | Marcatori | 57’ Dionisi 66’ D. Ciofani |

| Arbitro: | Candussio (Cervignano del Friuli) |

|             |           |                 |
| De Luca 90’ | Marcatori | 83’ M. Rossetti |

| Arbitro: | Manganiello (Pinerolo) |

|                        |           |                           |
| Maniero 52’ Calaiò 91’ | Marcatori | 72’ Datković 88’ Migliore |

| Vicenza 16 marzo 2015, ore 20:30 CEST 31ª giornata | Vicenza             | 0 – 0 (0 - 0) | Catania | Romeo Menti (8.757 spett.)\| Arbitro: \| Gavillucci (Latina) \| |
| Arbitro:                                           | Gavillucci (Latina) |               |         |                                                                 |

| Arbitro: | Pinzani (Empoli) |

|                  |           |  |
| Masucci 17’, 33’ | Marcatori |  |

| Arbitro: | Baracani (Firenze) |

|                   |           |  |
| Calaiò 43’ (rig.) | Marcatori |  |

| Arbitro: | Manganiello (Pinerolo) |

|  |           |                                   |
|  | Marcatori | 39’ Maniero 45’ Castro 64’ Calaiò |

| Arbitro: | Gavillucci (Latina) |

|                                                |           |                    |
| Schiavi 49’ 91’ Terlizzi 52’ (aut.) Castro 63’ | Marcatori | Terlizzi 9’ (rig.) |

| Arbitro: | Nasca (Bari) |

|            |           |                           |
| Mangni 52’ | Marcatori | 16’ Maniero 62’ Sciaudone |

| Arbitro: | Ghersini (Genova) |

|                        |           |  |
| Maniero 45’ Castro 76’ | Marcatori |  |

| Arbitro: | La Penna (Roma) |

|                          |           |  |
| Cacia 37’ G. Sansone 74’ | Marcatori |  |

| Arbitro: | Mariani (Aprilia) |

|              |           |                        |
| Sciudone 20’ | Marcatori | 92’ (rig.) Vantaggiato |

| Arbitro: | Manganiello (Pinerolo) |

|                                                 |           |                       |
| Sestu 22’ Di Cesare 30’ Da Silva 74’ Benali 79’ | Marcatori | 72’ Rosina 92’ Castro |

| Arbitro: | Gavillucci (Latina) |

|                               |           |                                 |
| Schiavi 42’ Calaiò 41’ (rig.) | Marcatori | 39’ Gerardi 53’Kupisz 90’Stanco |

| Carpi 22 maggio 2015, ore 20:30 CET 42ª giornata | Carpi           | 0 – 0 | Catania | Stadio Sandro Cabassi (3.600 spett.)\| Arbitro: \| Pasqua (Tivoli) \| |
| Arbitro:                                         | Pasqua (Tivoli) |       |         |                                                                       |

### Coppa Italia

#### Preliminari
| Arbitro: | Saia (Palermo) |

|              |           |  |
| Martinho 22’ | Marcatori |  |

| Arbitro: | Gervasoni (Mantova) |

|                   |           |  |
| Sau 5’ Farias 16’ | Marcatori |  |